# Stanisław Szydłowski
Stanisław Szydłowski (ur. 14 listopada 1950) – polski lekkoatleta, skoczek w dal, medalista mistrzostw Polski.

## Kariera sportowa
Był zawodnikiem AZS Wrocław.
Na mistrzostwach Polski seniorów na otwartym stadionie zdobył jeden srebrny medal w skoku w dal: w 1978. Podczas halowych mistrzostwach Polski seniorów wywalczył dwa medale w skoku w dal: srebrny w 1975 i brązowy w 1978.
Rekord życiowy w skoku w dal: 7,82 (11.07.1978).